# Irini Sereti
Irini Sereti es una científica y médica griega, directora de la sección de patógenos del VIH en el Instituto Nacional de Alergias y Enfermedades Infecciosas de Estados Unidos. En la actualidad investiga el síndrome de reconstitución inmune, la linfocitopenia idiopática CD4 y las estrategias terapéuticas basadas en la inmunidad de la investigación del VIH.

## Biografía

### Estudios
Sereti cursó un doctorado en la Universidad de Atenas en 1991. Investigó durante un año en el laboratorio Gregory Spear en el Centro Médico de la Universidad de Rush. Completó un internado, una residencia y una residencia en jefe de medicina en la Universidad del Noroeste.

### Carrera
En 1997 llegó al Instituto Nacional de Alergias y Enfermedades Infecciosas como asociada clínica en el laboratorio de inmunorregulación, convirtiéndose en médica de plantilla en 2003. Fue escogida para un puesto clínico en 2009 y recibió la titularidad en 2015. Actualmente es jefa de la sección de patogénesis del VIH.
Sereti investiga la patogénesis de la infección por VIH, haciendo hincapié en los mecanismos del síndrome inflamatorio de reconstitución inmunológica en la infección avanzada y en los casos graves no relacionados con el SIDA en pacientes infectados por VIH tratados. También investiga la patogénesis de la linfocitopenia idiopática CD4 (ICL) y las estrategias terapéuticas basadas en la inmunidad de la infección por ICL y VIH.